# Notropis cummingsae
Notropis cummingsae är en fiskart som beskrevs av Myers 1925. Notropis cummingsae ingår i släktet Notropis och familjen karpfiskar. Inga underarter finns listade i Catalogue of Life.